# Đại học De La Salle, Manila
Đại học De La Salle (La Salle Taft, hay La Salle) là một trường đại học tư thục thuộc Giáo hội Công giáo Rôma do các sư huynh Dòng La San điều hành; tọa lạc tại Đại lộ Taft, quận Malate của thủ đô Manila, Philippines. Trường được thành lập ngày 16 tháng 6 năm 1911 bởi các sư huynh Dòng La San Philippines ở Calle Nozaleda, Paco, Manila theo đề xướng của tổng giám mục Jeremiah James Harty. Năm 1921, trường được dời về vị trí hiện nay tại số 2401, Đại lộ Taft. Trường đặc biệt dành riêng cho nam sinh cho đến năm 1973 thì có cả nữ sinh. Trường đào tạo các chương trình đại học trong lĩnh vực: kinh doanh, kinh tế, kỹ thuật, khoa học, giáo dục tổng quát (liberal arts), sư phạm và máy tính. Đây là một thành viên của Hệ thống Đại học ASEAN.